# 8 tháng 12
Ngày 8 tháng 12 là ngày thứ 342 (343 trong năm nhuận) trong lịch Gregory. Còn 23 ngày trong năm.

## Sự kiện
- 395 – Trong trận Tham Hợp Pha, quân Hậu Yên thất bại nặng nề trước quân của nước chư hầu cũ là Bắc Ngụy.
- 757 – Sau một thời gian lánh nạn loạn An Sử, Đỗ Phủ trở về kinh thành Trường An để làm quan trong triều đình của Đường Huyền Tông.
- 1907 – Quốc vương Gustaf V bắt đầu cai trị Thụy Điển.
- 1914 – Chiến tranh thế giới thứ nhất: Hải quân Anh giành thắng lợi trước Hải quân Đức khi giao chiến tại quần đảo Falkland tại Nam Đại Tây Dương.
- 1941 – Chiến tranh thế giới thứ hai: Các lực lượng quân sự Nhật Bản đồng thời tiến hành xâm nhập Mã Lai, Thái Lan, Hồng Kông, và Đông Ấn Hà Lan
- 1974 – Đa số cử tri Hy Lạp bỏ phiếu tán thành việc bãi bỏ chế độ quân chủ tại quốc gia.
- 1980 – John Lennon, cựu thành viên của The Beatles, bị Mark David Chapman ám sát ở sảnh của tòa nhà The Dakota tại thành phố New York, Hoa Kỳ.
- 1991 – Các lãnh đạo của Belarus, Nga và Ukraina ký Hiệp ước Belovezh, đồng ý giải thể Liên Xô và thành lập Cộng đồng các Quốc gia Độc lập.

## Sinh
- 65 TCN – Horace, nhà thơ La Mã (m. 8 BC)
- 944 – Phạm Cự Lượng, danh tướng thời Đinh – Tiền Lê tại Việt Nam, tức 20 tháng 11 năm Giáp Dần (m. 984)
- 1542 – Mary Stuart, nữ vương của Scotland (m. 1587)
- 1832 – Bjørnstjerne Bjørnson, tác gia người Na Uy, đoạt giải thưởng Nobel (m. 1910)
- 1861 – Aristide Maillol, nhà điêu khắc người Pháp (m. 1944)
- 1865 – Jean Sibelius, nhà soạn nhạc người Phần Lan (m. 1957)
- 1900 – Tôn Lập Nhân, tướng lĩnh người Trung Quốc (m. 1990)
- 1923 – Bùi Quý Cảo, Chuẩn tướng Quân lực Việt Nam Cộng hòa (m. 1974)
- 1943 – Jim Morrison, ca sĩ người Mỹ (m. 1971)
- 1947 – Thomas Cech, nhà hóa học người Mỹ, đoạt giải Nobel
- 1953 – Kim Basinger, nữ diễn viên người Mỹ
- 1957 – Mikhail Kasyanov, chính trị gia người Nga
- 1964 – Teri Hatcher, nữ diễn viên người Mỹ
- 1965 – Lưu Gia Linh, diễn viên người Hồng Kông
- 1968 – Đặng Văn Địch, hay Wendi Deng Murdoch, doanh nhân người Mỹ gốc Hoa, kết hôn với Rupert Murdoch
- 1978 – Ian Somerhalder, diễn viên người Mỹ
- 1979 – Lâm Phong, diễn vên và ca sĩ người Hồng Kông
- 1981 – Azra Akin, người mẫu và diễn viên người Thổ Nhĩ Kỳ sinh tại Hà Lan, Hoa hậu Thế giới 2002.
- 1982 – 
  - Halil Altıntop, cầu thủ bóng đá người Thổ Nhĩ Kỳ
  - Nicki Minaj, ca sĩ người Mỹ sinh tại Trinidad và Tobago
- 1986 – Gray, ca sĩ, rapper và nhà sản xuất nhạc người Hàn Quốc
- 1993 – AnnaSophia Robb, nữ diễn viên, ca sĩ người Mỹ
- 1994 – Raheem Sterling, cầu thủ bóng đá người Anh gốc Jamaica
- 1995 - Hoàng Yến Chibi, nữ ca sĩ, diễn viên, người mẫu, dẫn chương trình người Việt Nam
- 2002 – Park Sung-hoon, vận động viên trượt băng nghệ thuật, thành viên nhóm nhạc ENHYPEN, người Hàn Quốc
- 2003 - Lê Nguyễn Ngọc Hằng (Hera), nữ ca sĩ người Việt Nam, Á hậu Việt Nam 2022, Á hậu Liên lục địa 2023

## Mất
- 899 – Arnulf của Kärnten, quốc vương Ý, hoàng đế của La Mã Thần thánh (s. 850)
- 1745 – Étienne Fourmont, nhà Đông phương học người Pháp (s. 1683)
- 1830 – Benjamin Constant, nhà văn Thụy Sĩ (s. 1767)
- 1864 – George Boole, nhà toán học và triết gia người Anh (s. 1815)
- 1869 – Narcisa de Jesús, người Ecuador được phong thánh (s. 1832)
- 1894 – Pafnuty Lvovich Chebyshev, nhà toán học người Nga, tức 26 tháng 11 theo lịch Julius (s. 1821)
- 1903 – Herbert Spencer, triết gia người Anh (s. 1820)
- 1907 – Oscar II, quốc vương của Thụy Điển (s. 1829)
- 1933 – Yamamoto Gonnohyoe, sĩ quan và chính khách người Nhật Bản, Thủ tướng thứ 8 của Nhật Bản (s. 1852)
- 1955 – Hermann Weyl, nhà toán học người Đức (s. 1885)
- 1978 – Golda Meir, chính trị gia người Israel sinh tại Đế quốc Nga, Thủ tướng Israel (s. 1898)
- 1980 – John Lennon, ca sĩ, nhạc sĩ và nhà hoạt động hòa bình người Anh (s. 1940)
- 2013 – Phạm Đức Dương, nhà ngôn ngữ học người Việt Nam (s. 1930)
- 2017 – Giàng Seo Phử, Nguyên Bộ trưởng, Chủ nhiệm Ủy ban Dân tộc Việt Nam.
- 2019 – René Auberjonois, diễn viên Mỹ (s. 1940)
- 2021 – Phú Quang, nhạc sĩ người Việt Nam (s. 1949)

## Ngày lễ và kỷ niệm
- Ngày Hiến pháp tại Romania và Uzbekistan.
- Ngày Thích Ca thành đạo (Phật giáo Nhật Bản) (Rōhatsu, 臘八)
- Ngày Hari-Kuyō tại Kansai và Kyoto, Nhật Bản.
- Ngày của Mẹ tại Panama.
- Ngày Âm nhạc tại Phần Lan (tương ứng với ngày sinh của Nhà soạn nhạc Jean Sibelius)